# Viktor Silberer
Viktor Silberer (25. října 1846 Vídeň – 11. března 1924 Vídeň) byl rakouský novinář, sportovní publicista a funkcionář a křesťansko-sociální politik, na počátku 20. století poslanec Říšské rady.

## Biografie
Jeho otec byl magistrátním úředníkem, jeho syn Herbert Silberer byl psychoanalytikem. Viktor vychodil obchodní školu a pracoval ve vídeňské směnárně, později v Anglo-rakouské bance. Brzy se začal zajímat o veslování a publikoval sportovní reportáže v denním tisku (Deutsche Turnzeitung, Sport). V roce 1868 se podílel na uspořádání první rakouské regaty (závodů ve veslování), na které sám získal několik ocenění. Téhož roku na podzim odjel do USA, kde strávil jeden rok. Zde se naplno věnoval žurnalistice. Psal pro sociálně demokratické New Yorker Abendzeitung a pro vídeňské Fremden-Blatt. Po návratu do Vídně založil v březnu 1870 list Wiener Salonblatt, ale po několika číslech ho prodal. V letech 1870–1871 byl mimořádným zpravodajem deníku Neue Freie Presse z prusko-francouzské války. Později založil noviny Der Kapitalist, které ale prodal po krachu na vídeňské burze roku 1873. V letech 1875–1880 byl vydavatelem a šéfredaktorem listu Militär-Zeitung. V roce 1877 vydal biografickou příručku Die Generalität der k. k. Armee. Následně se opět vrátil ke sportovní publicistice. V roce 1879 vstoupil do vídeňského jezdeckého spolku, na jehož reorganizaci se podílel. Roku 1880 založil Allgemeine Sport-Zeitung coby první německojazyčný sportovní list všeobecného zaměření. Až do roku 1918 byl jeho vlastníkem a vydavatelem. Organizoval četné sportovní akce. V roce 1908 například uspořádal první mistrovství v bobování.
Silberer patří mezi průkopníky rakouského létání. V roce 1882 podnikl první lety s balónem a v roce 1885 jako první v Rakousku pořídil z balónu fotografické snímky. V roce 1888 uspořádal ve Vídni první mezinárodní výstavu vzducholodí. Od roku 1890 vedl první vojenské letecké kurzy a měl podíl na založení mnoha leteckých spolků. V roce 1909 inicioval výstavbu prvního letiště v monarchii, poblíž Vídeňského Nového Města. V letech 1902–1914 vydával list Luftschiffer-Zeitung. Byl aktivní i v rozvoji turistického ruchu a kultury. Okolo roku 1895 postavil ve Vídni restauraci a taneční sál Annenhof a později i hotely Silbererschlößl a Erzherzog Johann v Semmeringu, kde také vydával počátkem století lokální list Semmeringer Zeitung. Roku 1906 usedl do čela nově založeného General Sports Committee for Austria, který byl předchůdcem rakouského olympijského výboru.
Byl aktivní i jako politik. V letech 1891–1895 zasedal ve Vídeňské obecní radě za liberální uskupení Demokratischer Wiener Wählerverband, kterému předsedal. Pod vlivem Karla Luegera se ale přidal ke Křesťansko-sociální straně Rakouska. Od roku 1902 za ni zasedal jako poslanec Dolnorakouského zemského sněmu. V letech 1904–1913 byl opět vídeňským obecním radním.
Na počátku 20. století se zapojil i do celostátní politiky. Ve volbách do Říšské rady roku 1907, konaných poprvé podle všeobecného a rovného volebního práva, získal mandát v Říšské radě (celostátní zákonodárný sbor) za obvod Dolní Rakousy 6. Profesně byl k roku 1907 uváděn jako spisovatel a vydavatel novin. Z hlediska klubové příslušnosti se k roku 1909 uvádí jako člen klubu Křesťansko-sociální sjednocení.
V letech 1919–1923 se vrátil do žurnalistiky jako člen redakce Arbeiter-Zeitung.